# 큰달맞이꽃
큰달맞이꽃은 두해살이풀로서 이듬해 봄에 줄기를 뻗어 1m 이상이나 자란다. 잎은 주걱 모양으로 어긋난다. 꽃은 황색으로, 여름이 되면 줄기 끝에 총상꽃차례를 이루면서 달리는데, 각각의 꽃은 4개의 꽃잎을 가지고 있으며, 저녁에 피어 다음 날 아침에 시든다. 이 종은 네덜란드의 더프리스(1900년)에 의해 돌연변이의 연구 재료로 이용되기도 하였다.

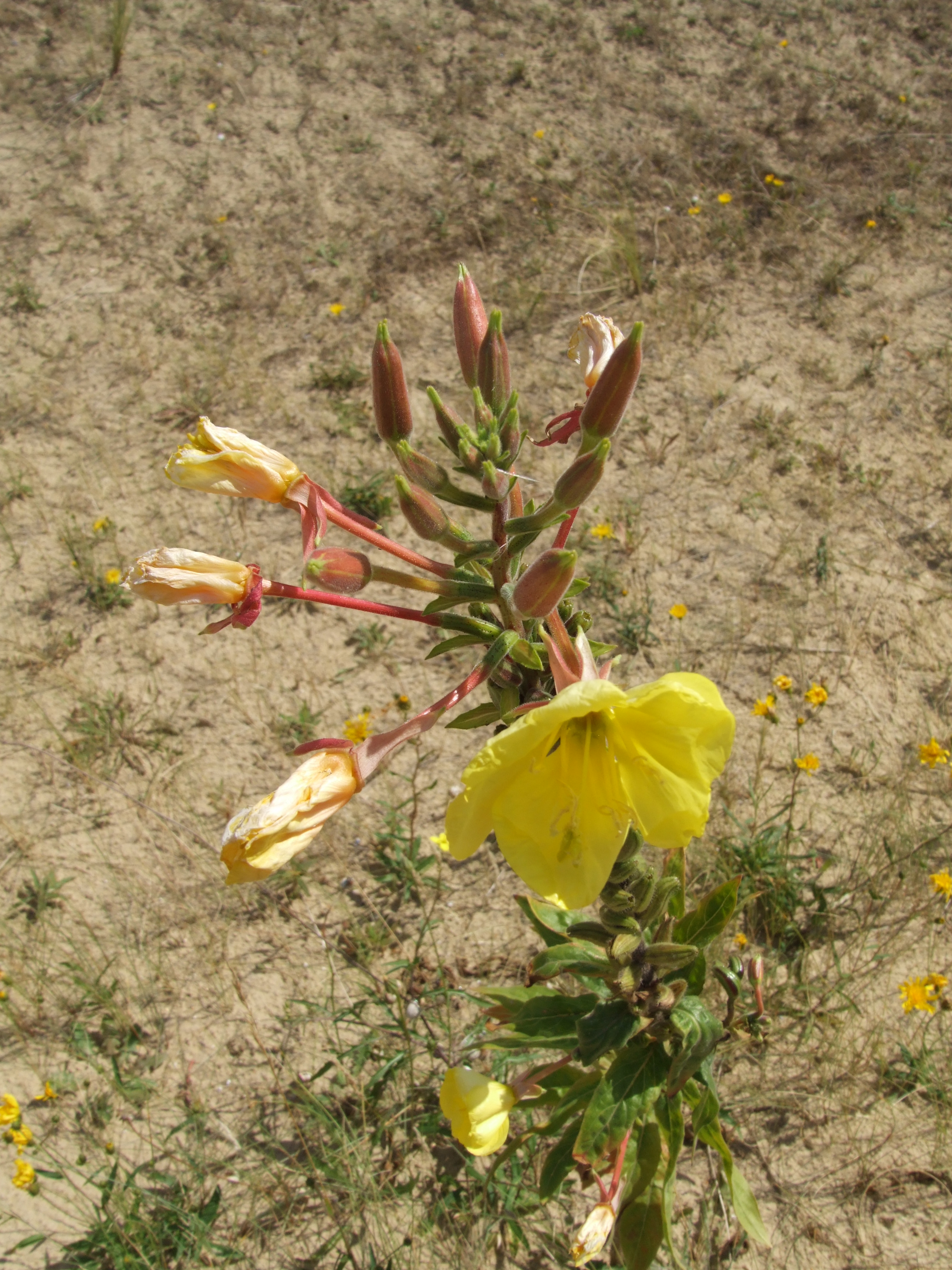
Oenothera glazioviana

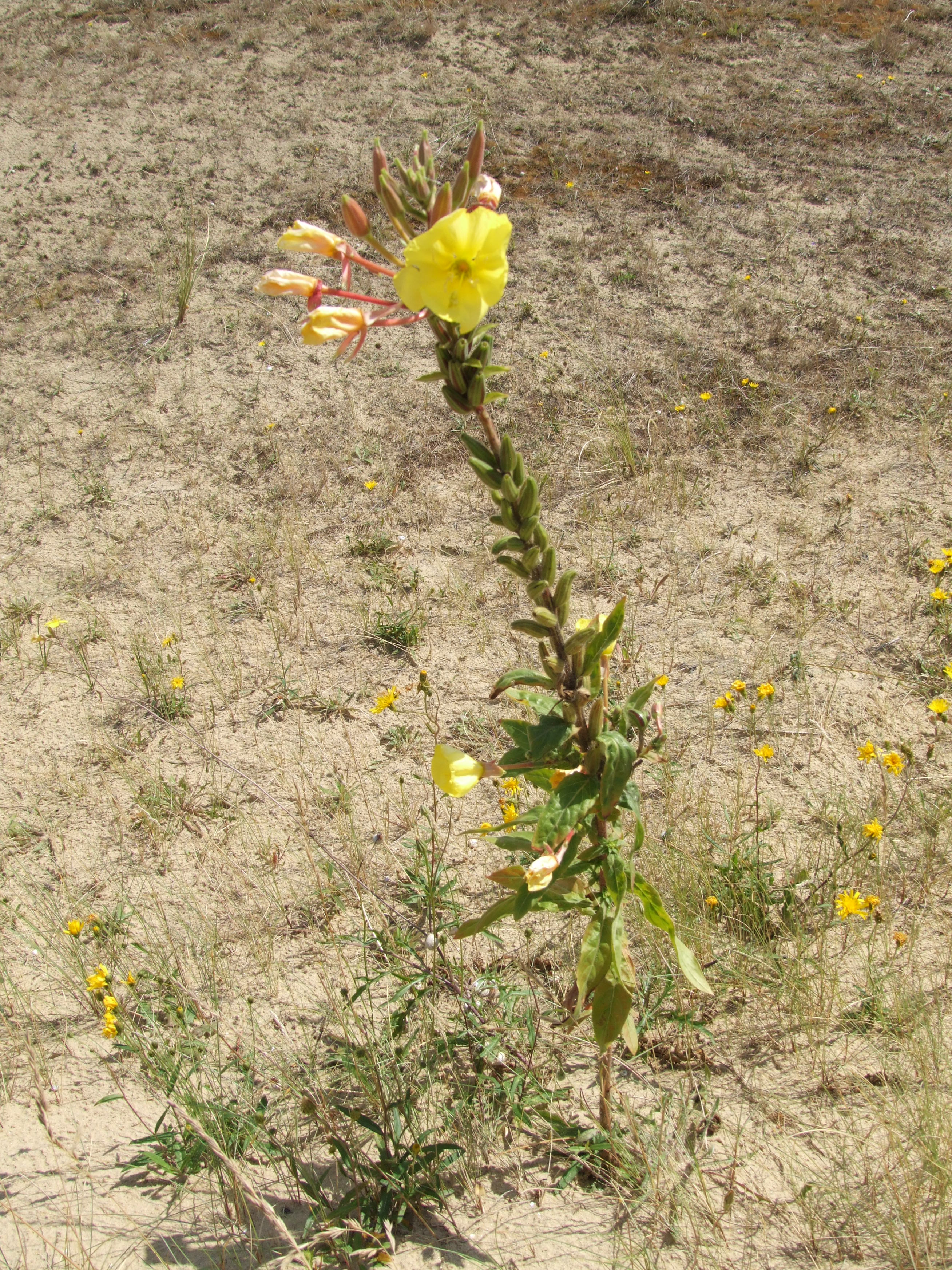
Oenothera glazioviana